# 1994 AL3
1994 AL3 är en asteroid i huvudbältet som upptäcktes den 8 januari 1994 av de båda japanska astronomerna Takeshi Urata och Hitoshi Shiozawa vid Fujieda-observatoriet i Fujieda.
Asteroiden har en diameter på ungefär 3 kilometer och den tillhör asteroidgruppen Vesta.